# وستلند هلیکوپترز
وستلند هلیکوپترز (به انگلیسی: Westland Helicopters) شرکت سازنده بالگردهای بریتانیایی بود که در اصل با نام وستلند ایرکرفت بعد از جنگ جهانی دوم در زمینه ساخت بالگرد فعالیت می‌کرد. در سال ۲۰۰۰ این شرکت با سازنده ایتالیایی بالگرد آگوستا ادغام شده و شرکت آگوستاوستلند را به وجود آوردند که در سال ۲۰۱۶ زیر مجموعه شرکت لئوناردو-فین‌مکانیکا گردید.